# Mojiganga de Titaguas
La Mojiganga de Titaguas es una tradición cultural de este municipio de la comarca de los Serranos.

El 14 de octubre de 2019, el Boletín Oficial de la Comunidad Valenciana, publicó la declaración de esta danza como Bien de Interés Cultural Inmaterial.

## Organización
Por el largo tiempo que transcurre entre cada ciclo de interpretaciones, la mojiganga requiere un largo periodo de preparación, que lleva casi un año. En las Navidades anteriores a la celebración se establece quiénes van a ser los participantes y se fija un programa de ensayos.

Los partícipes incluyen los danzantes, los angelicos, el maestro de danza y el ayudante del mismo. Los danzantes eran inicialmente dieciséis mozos, todos varones. Desde 2009 se han incorporado mujeres, que forman un grupo adicional de otros dieciséis miembros. De la misma forma, a los tradicionales tres angelicos se han añadido tres angelicas.
Los angelicos y angelicas suelen realizar las posiciones más elevadas de las figuras, como en el Altar Mayor, el Altar Movible o en el Pilón.
El maestro de danza se distingue por llevar capa y sombrero. Se conoce el nombre de algunos de los maestros. Cipriano Martín lo fue a inicios del siglo XX y lo sucedió su hijo Jerónimo, conocido como tío Jerimo. Este fue una figura muy importante para la transmisión de la tradición, ya que fue una de las fuentes para los folkloristas que la estudiaron desde 1978 hasta su fallecimiento en 2000.

Las instrucciones del maestro de danzas se transmitían en tiempos del tío Jerimo de viva voz, pero los maestros posteriores usan un garrote con punta metálica, que se oye muy bien al golpear. El maestro y su ayudante dan la señal de inicio de cada figura y corrigen las posiciones de danzantes y herramientas.

## Partes
Tal como se desarrolla contemporáneamente, la mojiganga es una danza ritual perfectamente organizada, en la que cada gesto tiene un momento y forma de realizarse, de manera que las acciones de un lado se reflejan en el otro y que las figuras que se realizan frente a la iglesia y frente al ayuntamiento han de corresponderse.

Con la introducción de las mujeres en la fiesta, se realizaron algunas modificaciones que la han hecho ganar en vistosidad y dificultad. Así las torres que los chicos montan frente a la iglesia, las chicas las ejecutan simultáneamente frente al ayuntamiento, simetría que aporta belleza visual. Además ha habido que adoptar un protocolo respecto de cómo actuar en caso de caída: si una de las dos figuras cae en algún momento, no se repite, sino que la otra finaliza mientras que la caída queda como estuviera.
El baile completo de la mojiganga consiste en una melodía mientras se realiza el desfile hasta la iglesia, la representación de una figura, el desfile hasta delante del ayuntamiento y la repetición de la misma figura, y así sucesivamente; con una duración total de más de una hora.

El acompañamiento musical estaba tradicionalmente a cargo de dulzaina y tamboril. Por la falta de dulzaineros en Titaguas, se sustituyó por el clarinete y la caja. <D> Los bailes de las Muecas y del Garrote se acompañan de con guitarra, pandereta y voz.

### Composiciones religiosas: torres
Las cinco primeras partes de la mojiganga son torre humanas y se consideran composiciones religiosas. Son el Altar Mayor, el Altar Movible, las Andas, la Eme y el Pilón.

El Altar Mayor se forma con cuatro danzantes agachados sobre las manos y rodillas, agachados sobre manos y rodillas, sobre los cuales se suben otros dos y uno a hombros de estos. A ambos lados y detrás de esta estructura, tres danzantes soportan sobre sus hombros a sendos angelicos.
El Altar Movible se forma con una base de dos danzantes de pie, sobre cuyos hombros se sientan otros dos. De pie, apoyado sobre los hombros de estos últimos, se sitúa un danzante más. A ambos lados y detrás de esta estructura, tres danzantes soportan sobre sus hombros a sendos angelicos. Completada la figura, esta ha de avanzar algunos pasos.
Las Andas se forman con cuatro danzantes sentados a hombros de otros cuatro, situándose dos delante y dos detrás para sostener a un noveno danzante que se sitúa horizontalmente. Bajo este se sitúa una persona más, para ayudarle a soportar el peso de un último participante que se sitúa en pie sobre la espalda del que está horizontal, representando la figura la Virgen. Toda esta estructura ha de andar unos pasos.

La Eme se forma con tres danzantes en pie, que por una parte soportan a otros dos que se sitúan de pie sobre sus hombros, y por otra sujetan los pies de otros dos que hacen el pino. La figura es un anagrama de María.
El Pilón es una torre humana de estructura 6-3-1: seis personas forman la base, sosteniendo a tres personas que a su vez soportan a una más. En ocasiones se remata con un angélico sentado a hombros del último participante. El Pilón podría representar la Asunción de la Virgen.

### Composiciones profanas: bailes
Se interpretan después de las composiciones religiosas. Los bailes que se interpretan en esta parte son los Oficios, el Batán, la Rueda de Molino, el Baile del Garrote y las Muecas.

En el Baile de los Oficios, cada pareja adquiere un oficio, entre los que hay colmeneros, agramadores –machacadores de esparto-, herreros, carpinteros, caldereros, afiladores, segadores y esquiladores. Cada uno lleva un instrumento típico de su oficio que a la vez les sirve como instrumento de percusión.
En el Batán, los danzantes se sientan en el suelo, uno mirando a un lado y el siguiente al contrario. Simulan la actividad de un batán de lana, una actividad económica importante en la sociedad medieval local. Para simular su movimiento, los que miran hacia un lado se tumban con la espalda al suelo, levantando las piernas. Los que miran a lado contrario van dando palmas al ritmo de la música, hasta que dan una última palmada en sus posaderas, que es la señal para sentarse e invertir los papeles, ya que cada vez es una mitad del grupo la que realiza cada acción.
El baile de la Rueda de Molino representa otra de las actividades económicas tradicionales: la molienda del cereal. Consiste en dos círculos de ocho danzantes. Cuatro se sientan juntando los pies y los otros cuatro se quedan de pie, alternados con los sentados. Cogidos de las manos, los que están de pie hacen girar todo el círculo una vuelta entera, primero en un sentido y luego en otro. Entonces se invierten las posiciones y se repite el ciclo.

El baile del Garrote se compone de dos partes. En la primera los danzantes giran en corro al paso de la jota, golpeando el suelo con sus garrotes mientras suena la guitarra. En la segunda, mientras suena la copla pasan los garrotes por debajo de las piernas, alternándolas y cambiando de mano repetidamente.

El baile de la Muecas es una danza festiva que no tiene un significado especial. Los participantes dan palmadas con las manos en posición normal, por debajo de las piernas y con los compañeros.

## Atuendo
Los 32 jóvenes visten el mismo atuendo, basado en la ropa de verano de los antiguos labradores, consta de unas zaragüelles que son unos calzones blancos, una faja de seda o lana roja, una camisa blanca y un chaleco forrado de tapiz de terciopelo de color y el pañuelo anudado a la izquierda. Lo más llamativo es el color de las medias y de las cintas de las esparteñas, que alternan el negro y blanco: la media derecha es negra y las cintas blancas, la media izquierda es blanca y las cintas negras. El maestro es el personaje que dirige la danza y se distingue porque va vestido con una capa y un sombrero.
Cuando se produjo la incorporación de la mujer a la mojiganga en 2009, uno de los problemas que se planteó era la vestimenta, ya que tradicionalmente las mujeres bailaban con sayas, las cuales son muy incómodas para el desarrollo de la mojiganga. Finalmente se optó por que vistieran zaragüelles, como los varones.

## Calendario
La mojiganga se ejecuta en el mes de septiembre de cada siete años con motivo de las Fiestas Gordas en honor de la Virgen del Remedio. El nombre de la fiesta y la frecuencia septenal la comparte la tradición de Aras de los Olmos; y también hay ‘’fiestas gordas’’, aunque cada cinco años, en Tuéjar.
La Mojiganga de Titaguas se representaba tradicionalmente en las fiestas de Carnaval. Según la tradición oral de la localidad, hacia los años veinte pasó a ejecutarse en las Fiestas Gordas –en 1927 aún se hicieron en Carnaval-, las cuales se realizaban en aquel momento en la tercera semana de enero.
Tras la guerra civil, la fecha de las Fiestas Gordas pasó a ser los días 7 y 8 de septiembre, si bien la frecuencia de las representaciones entre los años 1939 y 1978 fue irregular.